# Фелтон, Моника
Мо́ника Фе́лтон (англ. Monica Felton; 23 сентября 1906, Бакингемшир — 3 марта 1970, Мадрас) — британская писательница и общественная деятельница, член Лейбористской партии.

## Биография
В 1947—1951 годах занимала пост председательницы корпорации по строительству города Стивнадж. В 1951 году посетила Корею в составе комиссии МДФЖ и изложила свои впечатления, придерживаясь антивоенной позиции, в книге «Вот почему я поехала» (1954). После посещения Кореи была уволена со своей должности. С 1952 года — председатель Национальной ассамблеи женщин.
В 1956 году, находясь на форуме сторонников мира в Индии, познакомилась с местным духовным лидером Раджаджи и стала его личным биографом, оставшись в Индии на несколько лет. Позднее выпустила книгу «Я встречаюсь с Раджаджи» (1962).
С 1953 года являлась членом Всемирного Совета Мира. Лауреат Международной Сталинской премии «За укрепление мира между народами» (1951).

## Сочинения
- Почему я поехала в Корею : [Впечатления от поездки в 1951 г.] : [Впечатления 1952 г.] / [Пер. с англ.]. — М. : Правда, 1953. — 80 с.